# Daldans
Daldans är en dans som komponerades 1843 av Anders Selinder under namnet "Dans för en morakarl och en kulla", vilken senare kallades för "Dalkarlsdansen". Dansen skapades till ett Nationaldivertiessement med anledning av Karl XIV Johans jubileum då han suttit 25 år på Sveriges tron (1843).

Musiken till de olika turerna är två västgötska polskor ur första häftet av Traditioner af Swenska Folk-Dansar, nummer 19 och 15, som arrangerats ihop för att passa till denna dans. 